# Джузеппе Факкі
Джузеппе «Піно» Факкі (італ. Giuseppe «Pino» Facchi; 1 липня 1921) — італійський боксер першої середньої ваги. Бронзовий призер чемпіонату Європи з боксу (1947), дворазовий чемпіон Італії (1946, 1947).

## Життєпис
На першому повоєнному чемпіонаті Європи з боксу 1947 року в Дубліні (Ірландія) спочатку переміг Еміля Делміна (Бельгія) і Пааво Раманена (Фінляндія), а у півфіналі поступився Шарлю Юме (Франція). У поєдинку за 3-тє місце переміг Едді Кантвела (Ірландія), виборовши бронзову медаль.
У 1948 році перейшов у професійний бокс. Провів 22 поєдинки, у 8 з яких одержав перемогу.